# Corneville-la-Fouquetière
Corneville-la-Fouquetière – miejscowość i gmina we Francji, w regionie Normandia, w departamencie Eure.
Według danych na rok 1990 gminę zamieszkiwało 76 osób, a gęstość zaludnienia wynosiła 19 osób/km² (wśród 1421 gmin Górnej Normandii Corneville-la-Fouquetière plasuje się na 816. miejscu pod względem liczby ludności, natomiast pod względem powierzchni na miejscu 770.).